# Achille-Félix Montaubry
Pour les articles homonymes, voir Montaubry.
Achille-Félix Montaubry (Niort, 12 novembre 1826 - Angers, 2 octobre 1898) est un ténor, violoncelliste, compositeur et directeur de théâtre français,.

## Biographie

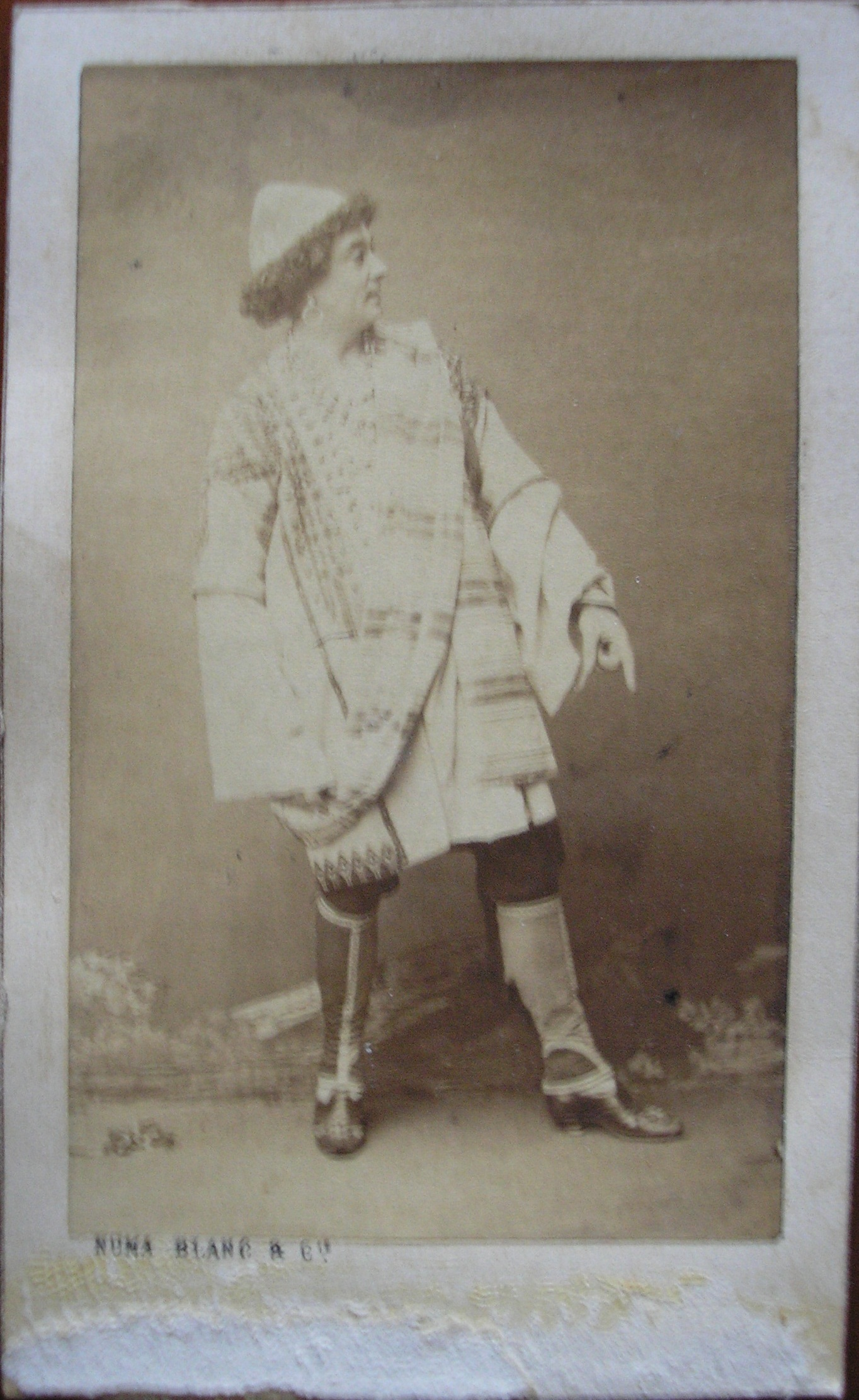
Montaubry en costume de scène

Montaubry étudie le chant et le violoncelle (classe d'Habeneck) au Conservatoire de Paris. Muni d'un second prix d'opéra-comique et après avoir joué dans les orchestres du Vaudeville et de l'Opéra-Comique, il entame une carrière de ténor à travers l'Europe et en province.
Il fait ses débuts à l'Opéra-Comique dans Les Trois Nicolas ayant pour sujet Nicolas Dalayrac de Louis Clapisson, livret de Eugène Scribe, Bernard Lopez et Gabriel de Lurieu, créé le 16 décembre 1858 à l'Opéra-Comique (salle Favart). Il y jouera de très nombreux rôles de premier plan au cours des dix années suivantes, créant entre autres le rôle de Nourredin dans Lalla-Roukh de Félicien David en 1862 et le rôle-titre de Robinson Crusoé de Jacques Offenbach en 1867. Il crée également Bénédict dans Béatrice et Bénédict d'Hector Berlioz à Baden en 1862.
Il dirige brièvement les Folies-Marigny, où il fait représenter quelques opérettes de sa composition, avant de se voir confier le rôle-titre dans la nouvelle version d'Orphée aux Enfers d'Offenbach à la Gaîté en 1874. Il se retire en province en 1877 pour prendre la direction d'une autre salle.
Frère du violoniste et compositeur Édouard Montaubry, il fut marié à la cantatrice Caroline Prévost.